# Missione spaziale completa brasiliana

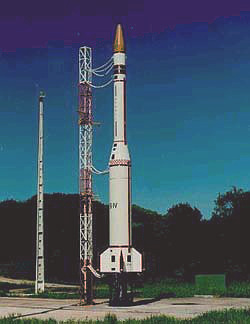
Razzo Sonda IV-03

L'estinta Missione spaziale brasiliana completa (MECB) è stata creata nel 1979 quando il governo federale ha approvato la proposta della Commissione per le attività spaziali brasiliana (COBAE) e mirava a stabilire competenze nel paese per generare, progettare, costruire e gestire un programma spaziale completo, sia nell'area dei satelliti e dei veicoli di lancio che nell'area dei centri di lancio.
La fine del MECB può essere considerata come l'ideazione e la creazione del Programma spaziale brasiliano (PEB) quando il COBAE è stato estinto e l'Agenzia spaziale brasiliana (AEB) creata il 10 febbraio 1994, per la legge brasiliana nº 8.854, guarda a promuovere lo sviluppo delle attività spaziali brasiliane in modalità decentrata.

## Componenti principali del PEB
- Agenzia spaziale brasiliana (AEB)
- Istituto nazionale di ricerche spaziali del Brasile (INPE)
- Cosmodromo di Alcântara (CLA)
- Cosmodromo della Barreira do Inferno (CLBI)

## Satelliti

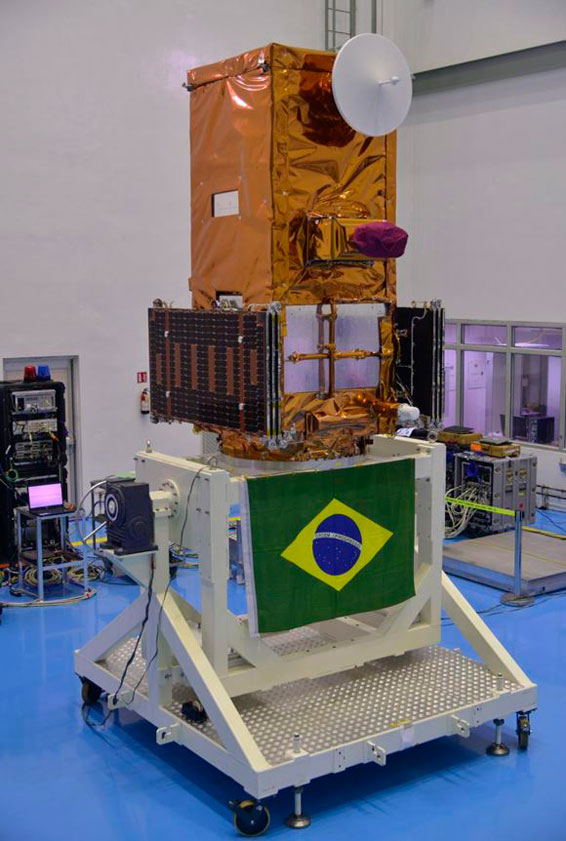
Satélite Amazonia-1

L'AEB è responsabile di vari satelliti in orbita, inclusi satelliti per la ricognizione, l'osservazione della terra, le comunicazioni e la difesa e altri attualmente in fase di sviluppo.

## Lanciatori
- Sonda I, II, III, IV - suborbitale
- VS-30 - suborbitale
- VSB-30 - suborbitale
- VS-40 - suborbitale
- VS-50 - suborbitale
- VLS - Lanciatore orbitale
- VLM -1 - Lanciatore orbitale
- Fogtrein - Razzi da addestramento